# Microsoft Dynamics AX
Microsoft Dynamics AX (AX, oprindelig navngivet Axapta) er et danskudviklet økonomisystem, som i 2003 blev overtaget af Microsoft og omdøbt til Microsoft Dynamics AX. 
Første version blev udviklet i 1998 af Damgaard Data, ejet af brødrene Preben og Erik Damgaard.
Forgængerne til Dynamics AX var Concorde og Concorde XAL. Efterfølgeren er Dynamics 365